# Олександрівка (Червенський район)
Олександрівка (біл. вёска Аляксандраўка) — село в складі Червенського району Мінської області, Білорусь. Село підпорядковане Лядівській сільській раді, розташоване в центральній частині області.